# 第五可範
第五可範（9世纪—903年）是唐朝宦官，天复三年被赐死。

## 生平
天復二年（902年）冬，鳳翔大雪，城中食盡，死者不計其數。天復三年（903年）正月六日，李茂贞请昭宗诛宦官“四贵”，中尉韩全诲、张彦弘、枢密使袁易简、周敬容四人被斩首，以第五可範續任左军中尉，仇承坦为右军中尉，王知古为上院枢密使，杨虔朗为下院枢密使。回到長安後，由宰相崔胤判六軍，乃下詔於內侍省盡誅宦官第五可範已下七百一十人，“尽杀之，冤号之声，响彻内外”，僅留年幼的小宦官三十人，以供灑掃。唐昭宗可憐第五可範等並沒有犯罪，竟遭殺身之禍，特撰祭文以悼之。